# کوری ۷۰۰۰
سیارک ۷۰۰۰ (به انگلیسی: 7000 Curie، نامگذاری:1939VD) هفت هزارمین سیارک کشف شده‌است که در ۶ نوامبر ۱۹۳۹ کشف شد.
قدر مطلق سیارک برابر ۱۲٫۸۰ است.